# 奈須敬二
奈須 敬二（なす けいじ、1931年 - 1996年10月29日）は、日本の海洋学者。鯨研究者として知られる。
宮崎県門川町出身。旧制延岡中学校卒業。
1954年、東京水産大学卒業。海洋学者・宇田道隆に師事。
1955年、財団法人日本鯨類研究所に入庁。その後40年にわたり水産庁に勤務し、鯨を研究する。
1966年、奈須敬二、東京大学農学博士　「ひげ鯨漁場の水産海洋学的研究 」。

## 著書
- 『捕鯨盛衰記』　（光琳、1990年）
- 『イカ その生物から消費まで』　（成山堂出版、1991年）
- 『鯨と海のものがたり―地球最大の動物賛歌』　（成山堂出版、1993年）